# Zlatolist, Blagoevgrad
Zlatolist (în bulgară Златолист) este un sat în Obștina Sandanski, Regiunea Blagoevgrad, Bulgaria.

## Demografie
Componența etnică a satului Zlatolist
     Bulgari (94,73%)
     Nicio identificare (5,26%)
     Altele (0%)
La recensământul din 2011, populația satului Zlatolist era de 19 locuitori. Din punct de vedere etnic, majoritatea locuitorilor (94,73%) erau bulgari. Pentru 5,26% din locuitori nu este cunoscută apartenența etnică.